# Giving You Up
«Giving You Up» —en español: "Rindiéndote"— es una canción dance-pop de la cantante y compositora australiana, Kylie Minogue para su álbum de grandes éxitos, Ultimate Kylie. La canción fue escrita por Kylie Minogue, Miranda Cooper, Brian Higgins, Tim Powell, Lisa Cowling, Paul Woods y Nick Coler y producida por Brian Higgins y Xenomania.
"Giving You Up" fue lanzado como el segundo sencillo del álbum entre marzo y abril de 2005 y recibió críticas mixtas. Comercialmente fue un éxito, alcanzado el top 40 en la mayoría de las listas de popularidad a las que entró, en Australia fue lanzado junto a la canción "Made of Glass" como lado B. "Giving You Up" fue el último sencillo que Minogue lanzó antes de su batalla de dos años contra el cáncer de mama que contrajo poco después. De todas maneras la colaboración junto a Towa Tei, "Sometime Samurai" fue lanzada poco después como sencillo del álbum Flash, este no contó con la promoción de Kylie, ya que en el vídeo musical Kylie no participó, y fue promocionado únicamente por Towa Tei. Su siguiente lanzamiento sería a finales de 2007, con su décimo álbum de estudio, X.

## Antecedentes
"Giving You Up" fue escrita y grabada durante el verano de 2004 en Londres, Inglaterra por Minogue y Xenomania para la tercera compilación de grandes éxitos de Minogue, Ultimate Kylie. La canción fue lanzada en varios formatos alrededor del mundo. Mientras en la mayoría de los países sólo fue comercializada bajo el formato de sencillo en CD y de descarga digital, la canción fue lanzada en una edición limitada en vinilo únicamente en Reino Unido. En Australia, el CD sencillo fue limitado a un tiraje de sólo 25,000 copias.
El CD sencillo internacional incluía como lado B la canción "Made of Glass", que fue escrita por Minogue y Xenomania durante las sesiones de grabación para Ultimate Kylie en 2004. La canción también fue grabada por la cantante británica de música pop, Rachel Stevens, pero finalmente la descartó. En Australia, "Made of Glass" fue lanzada cómo sencillo promocional de Ultimate Kylie y cómo lado A de "Giving You Up".

## Recepción

### Crítica
"Giving You Up" recibió generalmente críticas mixtas por parte de los críticos. Jason Shawahn de About.com llamó a la canción «un ritmo poco sensual», aun así escribió que es «Minogue a su mejor manera». Chris Taylor de MusicOMH.com quedó poco impresionado, y escribió que la canción «no es uno de sus sencillos más inspiradores de Kylie». Nick Sylvester de Pitchfork Media llamó la canción «un regreso al gran sonido electrónico de Fever, pero con una producción más sutil: todos los sintetizadores son empujados hacía atrás, por lo que la voz de Kylie no es opacada por el sonido electrónico y no tiene que pasar por ocho filtros adicionales para competir con la pista.»

### Comercial
"Giving You Up" fue un éxito comercial, debutando en el UK Singles Chart en el número 6 el 4 de abril de 2005, permaneciendo en este durante ocho semana consecutivas. En Irlanda, el sencillo alcanzó su posición máxima en el número 20, y permaneciendo en el top 50 durante seis semanas. En Alemania, el sencillo alcanzó una posición máxima en el número 27, en Estados Unidos tuvo un éxito considerable, probablemente porque fue la canción principal utilizada en la temporada de 2005 de la serie estadounidense Desesperate Housewives. De todas maneras, "Giving You Up" fue increíblemente exitoso, alcanzando el top 20 en países como Dinamarca, Finlandia, Grecia, España y Ucrania. En Portugal la canción llegó al número 1, y en Rumania y Eslovenia apareció en el top 10. 
En Australia, "Giving You Up" fue lanzando junto con "Made of Glass" (este en formato de sencillo promocional). "Made of Glass" debutó en el Australian Singles Chart el 18 de abril de 2005, y permaneció en el top 50 durante siete semanas.

## Vídeo musical
El vídeo musical de "Giving You Up" fue dirigido por Alex and Martin y filmado en febrero de 2005 en Londres, Inglaterra. El vídeo muestra a Minogue como una mujer gigante, sexy, rubia y con ojos grandes caminando por las calles y en un club nocturno de Londres por la noche. Hay tres secuencias; la primera muestra a Minogue caminando por un túnel, la segunda va caminando por las calles y la tercera en un club nocturno. A través del vídeo Minogue conoce a diferentes tipos de personas. En una secuencia en las calles, ella baila en frente de un taxi. Entonces Minogue se dirige a un club nocturno donde conoce un hombre tímido que está interesado en ella. En otra escena caminando por las calles, Minogue camina frente a tres hombre, a los cuales les baila y canta.
El vídeo fue estrenado en febrero de 2005 y fue lanzado comercialmente en alguno de los formato de los sencillo en CD. En 2006, el vídeo fue nominado para Best International Video (Mejor vídeo internacional) en la ceremonia número 15 de los MVPA Awards.

## Formatos
| Descarga digital |                 |          |  |
| N.º              | Título          | Duración |  |
| 1.               | «Giving You Up» | 3:31     |  |

| Sencillo en CD |                          |          |  |
| N.º            | Título                   | Duración |  |
| 1.             | «Giving You Up»          | 3:31     |  |
| 2.             | «Made of Glass» (B-SIDE) | 3:12     |  |

| Sencillo en CD Parte 2 |                                    |          |  |
| N.º                    | Título                             | Duración |  |
| 1.                     | «Giving You Up»                    | 3:31     |  |
| 2.                     | «Giving You Up» (Riton Re-Rub dub) | 6:31     |  |
| 3.                     | «Giving You Up» (Alter Ego remix)  | 6:32     |  |
| 4.                     | «Giving You Up» (Vídeo musical)    | 3:44     |  |

| Sencillo en vinilo 12" |                                    |          |  |
| N.º                    | Título                             | Duración |  |
| 1.                     | «Giving You Up» (Riton Re-Rub dub) | 6:31     |  |
| 2.                     | «Giving You Up»                    | 3:31     |  |
| 3.                     | «Giving You Up» (Alter Ego remix)  | 6:32     |  |

| Sencillo en CD |                          |          |  |
| N.º            | Título                   | Duración |  |
| 1.             | «Giving You Up»          | 3:31     |  |
| 2.             | «Made of Glass» (B-SIDE) | 3:12     |  |

| Sencillo en CD |                                            |          |  |
| N.º            | Título                                     | Duración |  |
| 1.             | «Giving You Up»                            | 3:31     |  |
| 2.             | «Your Disco Needs You» (Almighty mix edit) | 3:29     |  |
| 3.             | «Your Disco Needs You» (Vídeo musical)     | 3:33     |  |

| Sencillo en CD |                                    |          |  |
| N.º            | Título                             | Duración |  |
| 1.             | «Giving You Up»                    | 3:31     |  |
| 2.             | «Made of Glass» (B-SIDE)           | 3:12     |  |
| 3.             | «Giving You Up» (Riton Re-Rub vox) | 6:31     |  |
| 4.             | «Giving You Up» (Alter Ego dub)    | 6:32     |  |
| 5.             | «Giving You Up» (Vídeo musical)    | 3:44     |  |

## Presentaciones en vivo
- La canción fue interpretada en la gira de 2005 de Minogue "Showgirl: The Greatest Hits Tour".

## Listas de popularidad
| País      | Lista                | Posición más alta |
| --------- | -------------------- | ----------------- |
| Australia | ARIA Charts          | 8                 |
| Austria   | Ö3 Austria Top 75    | 45                |
| Bélgica   | Ultratop 50 Flanders | 25                |

### Anuales
| Año  | País        | Lista            | Posición |
| ---- | ----------- | ---------------- | -------- |
| 2005 | Reino Unido | UK Singles Chart | 137      |

## Personal
Las siguientes personas contribuyeron a la creación de "Giving You Up":
- Kylie Minogue – voz principal
- Xenomania - producción
- Tim Powell - teclado, programación, mezclas
- Brian Higgins - producción, teclado, programación
- Paul Woods - teclado, programación
- Jeremy Wheatley - mezclas
- Ashley Phase - masterización